# JAXA
Japanska agencija za aerokosmičko istraživanje, skraćeno JAXA (engl. Japan Aerospace eXploration Agency; јап. 国立研究開発法人宇宙航空研究開発機構 — dosl. „Nacionalna istraživačka i razvojna agencija za aerokosmičko istraživanje i razvoj”), japanska je državna agencija odgovorna za istraživanje u vazduhoplovstvu i svemiru. Nastala je 1. oktobra 2003. spajanjem Nacionalne agencije za razvoj svemira (енгл. National Space Development Agency, NASDA); Nacionalne aerokosmičke laboratorije (енгл. National Aerospace Laboratory of Japan, NAL) i Instituta za svemirsku i aeronautičku nauku (енгл. Institute of Space and Aeronautical Science, ISAS). Moto agencije je jedna JAXA a njen korporativni slogan je Istražiti da bi se rezumelo (ranije Posezanje za nebom, istraživanje svemira).

## Istorija
Japan je tokom Drugog svetskog rata ograničeno koristio rakete. Bile su to uglavnom rakete izvedene iz američke bazuke, protiv-vazdušne rakete, avijacione rakete, te samoubilački klizni avion sa pomoćnim raketnim motorima „Ohka”. Do mirovnog sporazuma iz San Franciska 1952, Japanu je bilo zabranjeno da preduzima istraživanja u području avijacije, te su prve studije raketa započele tek nakon toga.
Tokijski univerzitet je 1955. počeo da izrađuje prve lagane atmosferske rakete (Pensil, Bejbi) kako bi mogao da učestvuje u Međunarodnoj geofizičkoj godini (IGY), da bi potom nastavio s razvojem sve jačih takvih raketa (Kapa, Lambda), te 1962. osnovao svoj svemirski (lansirni) centar "Kagošima". Međutim, razvoj lansirnih vozila unutar univerziteta ubrzo je postao vrlo kontroverzan. U pitanju su bila velika ulaganja i bilo je potrebno ostvariti poneke nenaučne aplikacije i finansijske povrate od svemirskih aktivnosti, dok je pitanje primene po pravilu bilo daleko od kompetencije akademskog sveta. Zbog toga je od samog početka bilo protivljenja od strane Agencije za nauku i tehnologiju (STA) i Ministarstva finansija.
To je 1964. dovelo do osnivanja Ureda za razvoj promocije svemira (preteča NASDA-e), i proširenja Nacionalne aeronautičke laboratorije (NAL), pod nadzorom Agencije za nauku i tehnologiju (STA). Sa druge strane, snažna naučna nastojanja dovela su do istovremenog osnivanja, pri Tokijskom univerzitetu, Instituta za svemirsku i astronautičku nauku (ISAS), koji je 1981. postao relativno autonomni deo Ministarstva obrazovanja. Međutim, autonomiji ISAS-a postavljena su jasna ograničenja, budući da mu je bilo zabranjeno da razvija lansirna vozila prečnika većeg od 1,4 metra.
U kontekstu snažnog ekonomskog rasta, Japan je bio vrlo zainteresiran da se prezentira kao potpuno ravnopravni i zreli član ekskluzivnog kluba visoko industrijaliziranih zemalja, a budući da su svemirske aktivnosti posebno simbolične u tom kontekstu je 1969. osnovao Nacionalnu svemirsku razvojnu agenciju (NASDA). Ta agencija je bila odgovorna za industrijske i tehnološke primene. Istovremeno je osnovan i NASDA-in svemirski (lansirni) centar Tanegašima, kao i njeno sedište, pomoćni centri i stanice za praćenje. Uz razvoj domaćeg „znati kako”, poseban odnos sa SAD-om doveo je u isto vreme i do političkog sporazuma o tehnološkoj pomoći u razvoju lansirnih sistema.

### Veštački satelit Ohsumi
ISAS-ova lansirna vozila bile su trostepenske ili četverostepenske rakete na čvrsto gorivo izgrađene u Nisanu, proizišle iz Kapa i Lambda suborbitalnih (sounding) raketa. ISAS-ovo lansirno vozilo „Lambda 4S-5” lansirano je 1970. prvi japanski veštački satelit (Ohsumi) u Zemljinu orbitu, čineći Japan četvrtom zemljom u istoriji kojoj je to pošlo za rukom. Nakon toga, u službu su uvedena nova lansirna vozila „Mu” (M) serije, usavršavana sve do danas. Najnovije i najsnažnije lansirno vozilo koje je ISAS ikad razvila je raketa „M 5”, koja je 1998. lansirala Nozomi Mars sondu.
NASDA je svoje prvo lansirno vozilo „N-1” razvila iz prvog stepena američke rakete Thor (građenog u Mitsubišiju, pod licencom Makonel-Daglasa), drugog stepena napravljenog u Japanu s jednim američkim motorom (takođe na tekuće gorivo), te trećim stepenom na čvrsto gorivo i trima pomoćnim boosterima, takođe baziranim na američkoj tehnologiji. U periodu od 1975. do 1982. uspešno je lansirano sedam satelita. Snažnija verzija „N-2”, sa protegnutim drugim stepenom i devet pomoćnih bustera, uvedena je 1981. i do 1989. provela osam lansiranja.
Razvijajući vlastiti drugi kriogenički stepen za novo lansirno vozilo „H-1”, Japan se počeo oslobađati američke tehnologije. Druga dva stepena preuzeta su (uz manje izmene) s rakete N-2, a devet je bustera proizvodio Nisan. Od kada je uvedeno u službu, 1986. do 1992. uspešno je provelo svih devet lansiranja. U 1994. u službu je ušlo lansirno vozilo „H-2”, koje je označilo pojavu potpuno novog japanskog lansirnog vozila i japanske tehnološke samodostatnosti. Sastoji se od dva kriogenička stepena građena u Mitsubišiju i dva velika bustera na čvrsto gorivo proizvedena u Nisanu. Lansirno vozilo „H-2” zamišljeno je kao osnova za modularnu seriju lansirnih vozila, s ciljem postizanja veće fleksibilnosti i smanjenja troškova.
Zbog učestalih neuspelih lansiranja 2001, uvedena je modifikovana verzija „H-2A”, koja uključuje modele sa dva, četiri ili šest bustera (202), te modele sa dva ili tri prva stepena (212 i 222). Tu je takođe i verzija „H-2A” rakete bez drugog stepena, dizajnirana za lansiranje bespilotnog mini shatla „Hope” (u razvoju) bez ljudske posade (H-2 Orbiting Space Plan E). Kada bude kompletiran, program bi trebao biti u stanju da ponese 8 tona tereta u GTO orbitu.
Budući da je H-2 raketa najskuplji lansirni uređaj na tržištu, šanse za komercijalizaciju H-2A porodice zavise od znatnog smanjenja lansirnih troškova. Cilj NASDA-e je da smanji te troškove za čak 55%. Koristeći jedan booster H-2 rakete kao prvi stepen, te drugi i treći stepen preuzet sa ISAS-ove rakete „M-3S2”, NASDA je razvila lansirno vozilo „J-1”, namenjeno lansiranju malih satelita, te ga već planira zameniti sa većim i jeftinijim lansirnim vozilom „J-2”, čiji će prvi stepen koristiti tehnologiju Atlas 3 rakete i ruskog NK-33 motora, dok će drugi stepen imati potpuno novi motor pogonjen tečnim kiseonikom i tečnim metanom. 
Nacionalna vazduhoplovna i astronautička laboratorija Japana ili NAL (engl. National Aerospace Laboratory) osnovana 1955. kao Nacionalna aeronautička laboratorija (engl. National Aeronautical Laboratory), svoje današnje ime dobila je 1963, dodavanjem svemirskog i astronautičkog odela. Od svog početka bavila se istraživanjem vazduhoplovnih, raketnih i drugih aeronautičkih transportnih sistema, te razvojem velikih testnih postrojenja za potrebe odgovarajućih organizacija.

### Osnivanje
Dana 1. oktobra 2003, sve tri do tada nezavisne institucije odgovorne za svemirska pitanja (ISAS, NASDA, NAL) ujedinjene su u novu jedinstvenu organizaciju, nazvanu Japanska aeronautička i svemirska istraživačka agencija ili JAXA (engl. Japan Aerospace Exploration Agency). JAXA je do danas već lansirala nekoliko satelita i učestvuje u misijama poput istraživanja asteroida i planiranju misija na Mesec. Za lansiranje tehnoloških, meteoroloških, navigacijskih, telekomunikacijskih i sličnih satelita JAXA koristi NASDA-inu „H-2A” raketu, dok za naučne misije (poput rendgenska astronomije) koristi ISAS-ovu „M-5” raketu na čvrsto gorivo. Osim toga, u kooperaciji s inostranim partnerima, „JAXA” razvija prvu svetsku raketu (GX) pogonjenu tečnim prirodnim gasom (LNG).
Japanski svemirski program je u okviru ISAS-a najveće uspehe ostvario u području rendgenske astronomije, dugobazične interferometrije (VLBI), posmatranju Sunca i istraživanju magnetosfere (baloni, suborbitalne rakete, sateliti, sonde). U maju 2003. ISAS je lansirao sondu „Hajabusa”, s ciljem prikupljanja (2005) i povratka na Zemlju uzoraka sa jednog asteroida (2007). Augusta 2004. ISAS je uz pomoć suborbitalne rakete lansirao na visinu od 122 i 169 km dva prototipa sunčevih jedrilica. NASDA je bila najaktivnija u području telekomunikacijskih i tehnološko-istraživačkih satelita, te u području promatranja planete Zemlje. NASDA je takođe razvila i Japanski eksperimentalni modul za međunarodnu svemirsku stanicu (ISS), te bila odgovorna za uvežbavanje japanskih astronauta i pripreme svemirskih misija sa ljudskom posadom (STS, Sojuz).
Prva uspešna svemirska misija pod JAXA-inom upravom, postavljanje satelita u orbitu, izvedena je početkom 2005. iz svemirskog centra Tanegašima, uz pomoć H-2A rakete, a nakon toga je uspešno lansirano još nekoliko misija u području rendgenske astronomije, eksperimentalnih satelita i posmatranju planete Zemlje (ASTRO-EII, OICETS / INDEX, ALOS, MTSAT-2). Do 2008. JAXA namerava da u službu uvede svoje novu „H-2B” raketu, da lansira dugo odgađanu automatsku misiju na Mesec (Selen), da lansira nekoliko astronomskih misija (Astro-F, Solar B), telekomunikacijskih satelita (ETS VIII, LDREX 2), jedan od tri navigacijska satelita (QZSS, podsistem GPS-a), nekoliko satelita za prikupljanje informacija (IGS), te da lansira satellite za merenje i nadzor stakleničkih gasova (GOSAT) i padavina (GPM / DPR, u saradnji sa NASA-om i drugim zemljama. Neke misije biće dopunjene dodatnim teretom, pa će tako „Astro-F” biti lansiran u društvu jedne testne sunčeve jedrilice i eksperimentalnog satelita.
Postoje planovi složenih letelica u području rendgenske astronomije (NeXT), infracrvene astronomije (SPICA) i interferometrije (VSOP-2). Takođe, u planu je još jedna misija na Mesec (Selene-2), zatim misija lansiranja sunčeve jedrilice prema Jupiteru, te 2010. slanje sonde na Veneru (Planet-C). U kooperaciji sa ESA-om, negde nakon 2015, JAXA planira da razvije novi rendgenski teleskop (XEUS), te lansirati zajedničku sondu prema Merkuru (BepiColombo). U isto vreme, nastaviće se misije vezane za Međunarodnu svemirsku stanicu (ISS) i istraživanja ponovno upotrebljivih lansirnih vozila (poput HOPE), te razmatrati buduće misije na Mesec s ljudskom posadom.
Uz razvoj raketa i ostalih svemirskih sistema, JAXA takođe razvija i tehnologiju za nadzvučni transport iduće generacije, s ciljem razvoja avijacije koji bi mogao prevoziti 300 putnika pri dvostrukoj brzini zvuka, te tako postao komercijalna zamena za Konkord. Međutim, japanske aeronautičke kompanije, poput Micubiši Hevi Industries, za sada su pokazale samo ograničen interes.

## Planovi
- Selene-2, misija na Mesec
- Hajabusa 2, plan lansiranja za 2014–2015, ciljano na 1999JU3
- Hajabusa Mk2/Marko Polo
- Ljudski lunarni sistemi, konceptualni sistem koji se proučava za buduće letove ljudske posade do stanice na Mesecu
- ALOS 2, nadgledanje Zemlje
- SPICA, 3,5 metra širok infracrveni teleskop, postavljen na L2
- JASMINE, infracrveni teleskop za merenje svemira
- DIOS, mali posmatrač x-zraka
- SSPS, u svemiru bazirani, sistem napajanja solarnom energijom, planiran za 2020, sa namerom punog energetskog sistema 2030.

## Spoljašnje veze
- Zvanični veb-sajt